# Talp xinès gros
El talp xinès gros (Euroscaptor grandis) és una espècie de mamífer de la família dels tàlpids. Viu a la Xina i el Vietnam.